# Колокольня Николо-Шартомского монастыря
Колокольня Николо-Шартомского монастыря — колокольня на территории Николо-Шартомского монастыря в селе Введеньё Шуйского района Ивановской области России, входящая в архитектурный ансамбль монастыря. Памятник архитектуры (Постановление Совета Министров РСФСР № 1327 от 30.08.1960).

## История
Колокольня построена в XVIII веке. Расположена на расстоянии порядка шести метров от здания собора Николо-Шартомского монастыря.
Каменное пятиярусное сооружение относится к типу «восьмерик на четверике». Облик колокольни формировался в несколько этапов. Первый ярус — четверик. Восьмерик второго яруса тяготеет к XVII веку и украшен пилястрами-лопатками, двухцентровыми окнами с треугольными наличниками. третий ярус — с полуциркульными окнами и ширинками. Четвёртый и пятый ярусы декорированы колоннами и пилястрами дорического ордера. Завершена колокольня сводом, крытым железом, с четырьмя ризалитами, проёмы у которых в виде люкарн. На своде установлен барабан с луковичной главкой.
На первом и втором ярусах колокольни находятся кельи. Ярусы звона колокольни были перестроены в 1-й половине XIX века.